# Ostrożeń Pierwszy
Ostrożeń Pierwszy (prononciation : [ɔsˈtrɔʐɛɲ ˈpjɛrfʂɨ]) est un village polonais de la gmina de Sobolew dans le powiat de Garwolin de la voïvodie de Mazovie dans le centre-est de la Pologne.
Le village possède approximativement une population de 270 habitants en 2006.

## Histoire
De 1975 à 1998, le village appartenait administrativement à la voïvodie de Siedlce.